# 點帶棘鱗魚
點帶棘鱗魚，又稱黑帶棘鱗魚、黑帶金鱗魚，俗名金鱗甲、鐵甲兵、鐵線婆是輻鰭魚綱金眼鯛目金鱗魚科的其中一種。

## 分布
本於分布於印度太平洋海域。

## 深度
水深6至80公尺。

## 特徵
本魚體呈紅色，體側有11條白色粗縱線。胸鰭基部底黃色，背鰭、臀鰭鰭條部及胸鰭及尾鰭略為黃色，且背鰭和臀鰭鰭條前方紅色。尾鰭的上下葉外緣亦為紅色。眼下方到前鰓蓋骨硬棘處道紅線。體長可達27公分。

## 生態
本魚棲息於較淺的岩礁區。屬於肉食性魚類，以甲殼類、魚類等為食。

## 經濟利用
可食用，但肉質糜爛，宜油炸。